# Yves Bergeron (muséologue)
Pour les articles homonymes, voir Yves Bergeron (homonymie) et Bergeron.
Yves Bergeron est un professeur de muséologie au Département d'histoire de l'art de l'UQAM. C'est un muséologue québécois qui a œuvré dans le monde des musées québécois de 1988 à 2005 avant d'entreprendre depuis 2005 une carrière de professeur-chercheur dans le domaine du patrimoine et de la muséologie. 
Depuis 2018 il est titulaire de la Chaire de recherche sur la gouvernance des musées et le droit de la culture. Il a été directeur de l’institut du patrimoine de l’UQAM de 2018 à 2020. 

## Biographie
À la suite d'un cursus universitaire en ethnologie sous la direction de Jean-Claude Dupont, il a sa première expérience professionnelle en 1988 dans le monde des musées en travaillant sur le projet du lieu historique national des forges de Saint-Maurice à Parcs Canada.     
Il a œuvré à titre de conservateur à Parcs Canada (1988-1991) et de conservateur en chef au Musée de l’Amérique française (1991-1995) où il s'est notamment consacré à l’histoire des collections du Séminaire et de l'Université Laval.           
De 1995 à 2005, il a travaillé au Musée de la civilisation en tant que conservateur au sein de la direction de la recherche et de la conservation (1995-1999), puis comme directeur du service de la Recherche et de l'Évaluation au Musée de la civilisation (1999-2005).          
Dès 1985, Yves Bergeron commence à enseigner en tant que chargé de cours en ethnologie et en muséologie à l’Université Laval, l’Université du Québec à Trois-Rivières et à l’Université de Montréal. De 1995 à 2005 il est professeur associé au département d’histoire, Université Laval au sein des programmes de muséologie et d’ethnologie.          
En 2005, il décide de quitter le monde des musées après 17 années et rejoint le département d’histoire de l’art comme professeur titulaire de muséologie (2005 - aujourd'hui) et de patrimoine à l’Université du Québec à Montréal. Il participe notamment au programme conjoint de maîtrise en muséologie de l’Université du Québec à Montréal et de l’Université de Montréal ainsi qu’au programme international conjoint de doctorat en muséologie, médiation, patrimoine de l’UQAM et de l’Université d’Avignon.
Plus récemment, il a soutenu l’habilitation à diriger des recherches (HDR) à Paris 1 Panthéon-Sorbonne sous la direction de Dominique Poulot (UFR 03 Histoire et histoire de l’art) - intitulée Musées et muséologie au Québec : essai d’interprétation (2015). 
En 2018, il devient titulaire de la Chaire de recherche sur la gouvernance des musées et le droit de la culture. Cette chaire de recherche a pour ambition de former les futures générations de gestionnaires qui souhaitent se diriger vers le domaine de la Culture. Yves Bergeron, Lisa Baillargeon et Pierre Bosset sont les principaux chercheurs.

## Axes de recherche
A travers son parcours au sein des musées et des Universités du Québec, Yves Bergeron a développé des domaines de prédilection tels que : le patrimoine matériel et immatériel, l'histoire des collections au Québec, l'histoire des musées en Amérique du Nord, les visiteurs de musées et les pratiques culturelles (savoir, savoir-faire et savoir-être). 
Depuis les années 1980 l'écriture a une place centrale dans son cheminement et sa rencontre avec Roland Arpin (directeur du Musée de la civilisation de 1988 à 2001) a joué un rôle important dans sa carrière.  
Il a réalisé des publications et mené plusieurs chantiers de recherches sur les mythes de fondation de la muséologie nord-américaine, l’émergence des musées nationaux au Canada et la question de l’identité nationale. Depuis 2015, il a orienté ses recherches sur la gestion et la gouvernance des institutions muséales en associant la muséologie, la gestion et le droit. Il participe au vaste chantier de l’Observatoire de la Culture et des communications du Québec sur l’État des lieux du patrimoine, des institutions muséales et des archives. 

### Mise en valeur du patrimoine
Dans sa carrière de conservateur, il a entrepris plusieurs projets dont le fil conducteur est la mise en valeur du patrimoine matériel et immatériel.   
D'abord au sein de Parcs Canada il travaille en début de carrière sur le projet de la grande maison des Forges-du-Saint-Maurice. Puis il mène la recherche et l'inventaire de la collection lors du développement du projet du lieu historique national de la Grosse-Île.   
Par la suite, à titre de conservateur au Musée de la civilisation, il participe au programme de recherche et de publication sur les collections, à la mise en place d'une politique de gestion des collections et au développement d'applications multimédia pour diffusion des collections sur le site Internet du Musée.
Enfin, lorsqu'il devient directeur du service de la Recherche et de l'Évaluation (1999-2005), il s’attelle à la gestion des programmes de recherche institutionnelle (expositions, études de publics, évaluations) et il participe à des publications du Musée (exemples). De plus, il développe des relations avec les universités et le milieu de la recherche (partenariats et protocoles).

### Projet de Musée-école
Son attachement pour le patrimoine et l'enseignement l'a conduit à mener des projets de Musée-école. Il s'agit de projets de recherche-action développés autour de problématique où des équipes de jeunes chercheurs font un travail de terrain au cœur des institutions.
De 1991 à 1995, un premier projet de musée-école né lorsqu'il est conservateur en chef au Musée de l'Amérique française. Dans ses nouvelles fonctions, il se consacre à la gestion de l'équipe de conservation et des expositions du Musée. Un de ses projets majeurs est le grand chantier des collections en collaboration avec le DESS de muséologie de l’Université Laval. 
Un deuxième projet se développe lors de la fermeture des trois hôpitaux de Montréal pour la création du CHUM. Le professeur Yves Bergeron entreprend alors un projet de musée-école sur le patrimoine hospitalier en collaboration avec le CHUM (2014-2018). 

### Projets didactiques
Plusieurs projets à caractère didactiques ont été menés dans sa carrière muséale et universitaire. 
Dans un premier temps, il a contribué au Dictionnaire visuel de la culture matérielle lors de son emploi à Parcs Canada.  
Dans un second temps, il a participé à la rédaction du rapport Arpin sur la politique du patrimoine culturel intitulé ''Notre patrimoine, un présent du passé. Proposition pour une politique du patrimoine culturel'' (2000).  
Un troisième projet est le Dictionnaire encyclopédique de muséologie sous la direction d’André Desvallées et François Mairesse (Armand Colin 2011).  
Enfin, il a entrepris le projet Mémoires de la muséologie consacré à l’histoire contemporaine de la muséologie mené avec son collègue François Mairesse de l’Université Paris 3 Sorbonne Nouvelle. 

### Histoire des musées
- Bergeron, Yves, Trésors d'Amérique française, Québec/Montréal, Musée de l'Amérique française/Fides, 1996, 120 p.

- Bergeron, Yves et Julie-Anne Côté (sous la direction de), Un Nouveau Musée pour un Nouveau Monde.  Musée et muséologie selon Roland Arpin, Paris, L’Harmattan, 2016, 343 p.

- Bergeron, Yves et Julie-Anne Côté (sous la direction de), Diriger sans s’excuser.  Patrimoine, musée et gouvernance selon Roland Arpin, Paris, L’Harmattan, 2016, 333 p.

- Simard Cyril et Yves Bergeron. Histoire des musées au Québec. Repères chronologiques (1534-2016), Québec, Société du réseau des économusées, Institut du patrimoine de l’UQAM, Société des musées du Québec, 2017, 177 p.
- Musées et patrimoines au Québec Genèse et fondements de la muséologie nord-américaine, Paris, Éditions Hermann, 2019.

### Théories des musées
- Bergeron, Yves, « L’invisible objet de l’exposition dans les musées de société en Amérique du Nord », Ethnologie française, XL, 2010, p. 401-411. www.cairn.info/resume.php?ID_ARTICLE=ETHN_103_0401

- Bergeron, Yves, « Quel avenir pour les musées d’ethnographie en Amérique du Nord ? Des musées d’ethnographie : pour changer le monde », Le musée d’ethnographie, entre continuité et renouvellement. Actes du colloque. Centenaire du Musée de la Vie wallonne 1913-2013. Liège, Province de Liège et Musée de la Vie wallonne, 214, p.77-87.

- Bergeron, Yves, « L’invisible objet du Musée. Repenser l’objet immatériel », dans Anne Bénichou (éd), Recréer/Scripter. Mémoires et transmissions des œuvres performatives et chrorégraphiques contemporaines, Montréal, les presses du réel, 2015, p. 279-396.

- Bergeron, Yves, Daniel Arsenault et Laurence Provencher St-Pierre (sous la direction de), Musées et muséologies : au-delà des frontières. Les muséologies nouvelles en question, Québec, Presses de l’Université Laval, 2015,  383 p.

- Bergeron, Yves et Philippe Dubé (sous la direction de), Mémoire de Mémoires. L’exposition inaugurale du Musée de la civilisation, Québec, les Presses de l’Université Laval, 2009, 307 p.

### Patrimoine
- Bergeron, Yves et Vanessa Ferey (sous la direction de), Archives et Musées. Le théâtre du patrimoine (France - Canada), Paris, CTHS, 2013, 367 p.

- Bergeron Yves, « La question du patrimoine au Québec. État des lieux et mise en perspective », Rabaska : revue d'ethnologie de l'Amérique française, no 9, Québec, Société québécoise d’ethnologie, 2011, p. 7-31. https://www.erudit.org/fr/revues/rabaska/2011-v9-rabaska1819335/1005891ar/

- Desvallées, André et François Mairesse (sous la direction de). Comité de rédaction : Yves Bergeron, Serge Chaumier, Jean Davallon, Bernard Deloche, André Desvallées, Noémie Drouguet, François Mairesse, Raymond Montpetit, Martin R. Schärer, Dictionnaire encyclopédique de Muséologie, Paris Armand Colin, 2011, 723 p.

- Bergeron, Yves et Lisa Baillargeon, « Le statut de conservateur dans les musées nord-américains : perspectives géopolitiques / Curator status in North American museums: Geopolitical perspectives, The politics and poetics of Museology Politique et poétique de la muséologie Política y poética de la museología, ICOFOM Study Series, 46, 2018, p. 43-59. https://journals.openedition.org/iss/781

## Prix et reconnaissances
•  Citation d'excellence, à titre de conservateur, pour l'exposition ''La grande maison des Forges du Saint-Maurice'' (10 juillet 1990).
•  Prix d’excellence en enseignement de la Faculté des arts de l’UQAM (2014).
•  En 2001, il crée le Prix Roland-Arpin afin de souligner l’excellence de la formation en muséologie dans les universités québécoises. Partenaires : Société des musées du Québec, le Musée de la civilisation, l’Université du Québec à Montréal, l’Université de Montréal, l’Université du Québec en Outaouais.